# Каракудук (Актюбинская область)
Каракуду́к (каз. Қарақұдық) — село в Иргизском районе Актюбинской области Казахстана. Входит в состав Кумтугайского сельского округа. Код КАТО — 156839200.

## Население
В 1999 году население села составляло 234 человека (121 мужчина и 113 женщин). По данным переписи 2009 года в селе проживало 266 человек (137 мужчин и 129 женщин).